# Erendira
Erendira là một chi nhện trong họ Corinnidae.

## Các loài
- Erendira atrox (Caporiacco, 1955)
- Erendira luteomaculata (Petrunkevitch, 1925)
- Erendira pallidoguttata (Simon, 1897)
- Erendira pictithorax (Caporiacco, 1955)
- Erendira subsignata (Simon, 1897)